# 이팅 아웃
이팅 아웃(Eating Out)은 미국에서 제작된 Q. 앨런 브로카 감독의 2004년 코미디 영화이다. 레베카 코챈 등이 주연으로 출연하였고 마이클 쇼엘 등이 제작에 참여하였다.

## 출연

### 주연
- 레베카 코챈
- 스콧 런스포드

### 조연
- 짐 버라로스
- 나탈리 버지
- 라이언 카니스
- 에밀리 브룩 핸즈
- 안드리아 밀러
- 피트 켈리
- 마이클 쇼엘

## 제작진
- 협력프로듀서: 제프리 슈왈츠
- 협력프로듀서: 필립 J. 바텔
- 배역: 돈 캐롤